# 康拉德山 (德国)

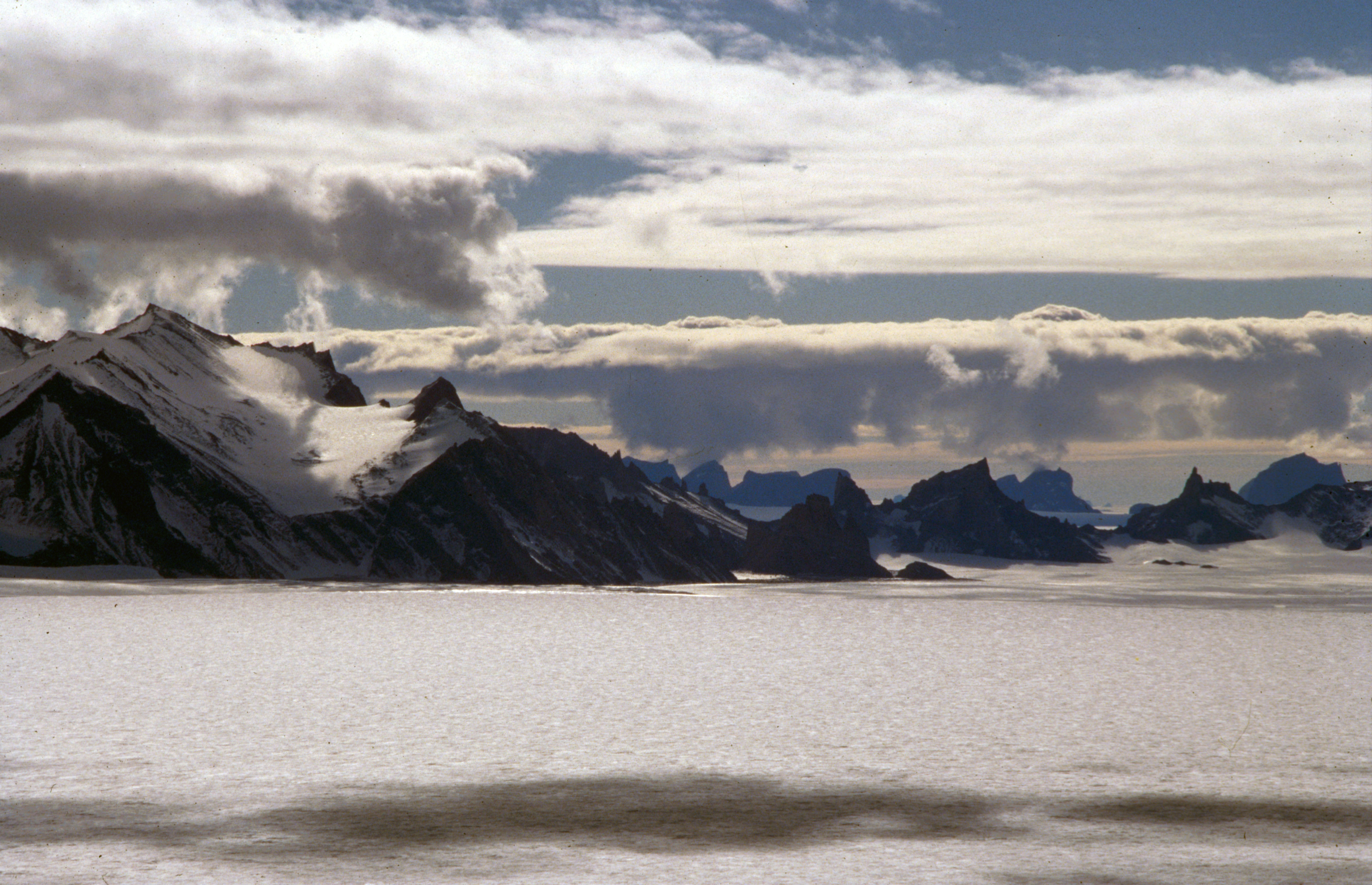

康拉德山（德語：Conradgebirge）是南極洲的山脈，位於南極大陸東部的毛德皇后地，全長31公里，最高點海拔高度3,055米，該山脈在1938至1939年間被德國探險隊發現。

## 外部連結
- Scientific Committee on Antarctic Research (SCAR)